# Pimpla canaliculata
Pimpla canaliculata är en stekelart som beskrevs av Forster 1888. Pimpla canaliculata ingår i släktet Pimpla och familjen brokparasitsteklar. Inga underarter finns listade i Catalogue of Life.